# Liste des ducs de Gandia
Cet article présente la liste des ducs de Gandia, de la création du duché à nos jours.

## Liste des ducs
1. Pedro Luis de Borja (1485-1488) ;
2. Giovanni Borgia (1488-1497) ;
3. Jean II de Gandie (1497-1543) ;
4. Saint François Borgia (1543-1543) ;
5. Carlos II de Borja (1543-1592) ;
6. Francisco II de Borja (1592-1595) ;
7. Francisco Carlos de Borja-Centelles y Fernández de Velasco (ca) (1595-1632) ;
8. Francisco Diego Pascual de Borja-Centelles y Dòria (ca) (1632-1665) ;
9. Francisco Carlos de Borja Aragón y Centelles (1665-1665) ;
10. Pascual Francisco de Borja Aragón y Centelles (ca) (1665-1716) ;
11. Luis Ignacio Francisco Juan de Borja Aragón y Centelles (ca) (1716-1740) ;
12. María Ana Antonia Luisa de Borja Aragón y Centelles (1740-1748) ;
13. Francisco Alfonso Pimentel y Borja (es) (1748-1763) ;
14. María Josefa Alfonso Pimentel y Téllez-Girón (1763-1834) ;
15. Pedro de Alcántara Téllez-Girón y Beaufort (en) (1834-1844) ;
16. Mariano Téllez-Girón y Beaufort (en) (1844-1882) ;
17. Pedro de Alcantara Téllez-Girón y Fernández de Santillán (1882-1900) ;
18. María de los Dolores Téllez-Girón y Dominé (1900-1910) ;
19. Ángela María Téllez-Girón y Duque de Estrada (en) (1952-2015)
20. Ángela María de Ulla y Solís-Beaumont (2016-)

## Sources
- Ivan Cloulas, Les Borgia
- Henri Pigaillem, La Splendeur des Borgia